# Liste der Biografien/Tue
Liste der Biografien |
Portal Biografien |
Personensuche
# |
A |
B |
C |
D |
E |
F |
G |
H |
I |
J |
K |
L |
M |
N |
O |
P |
Q |
R |
S |
T |
U |
V |
W |
X |
Y |
Z |
?
 
Ta |
Tc |
Te |
Tf |
Tg |
Th |
Ti |
Tj |
Tk |
Tl |
Tm |
To |
Tq |
Tr |
Ts |
Tu |
Tv |
Tw |
Tx |
Ty |
Tz
 
Tua |
Tub |
Tuc |
Tud |
Tue |
Tuf |
Tug |
Tuh |
Tui |
Tuj |
Tuk |
Tul |
Tum |
Tun |
Tuo |
Tup |
Tuq |
Tur |
Tus |
Tut |
Tuu |
Tuv |
Tuw |
Tux |
Tuy |
Tuz
Die Liste der Biografien führt alle Personen auf, die in der deutschsprachigen Wikipedia einen Artikel haben. Dieses ist eine Teilliste mit 18 Einträgen von Personen, deren Namen mit den Buchstaben „Tue“ beginnt.

## Tue

### Tuei
- Tuei, Emily Cherotich (* 1986), kenianische Leichtathletin

### Tuem
- Tuemay, Mogos (* 1997), äthiopischer Langstreckenläufer

### Tuen
- Tuena, Mauro (* 1972), Schweizer Politiker (SVP)Mauro Tuena (* 1972)

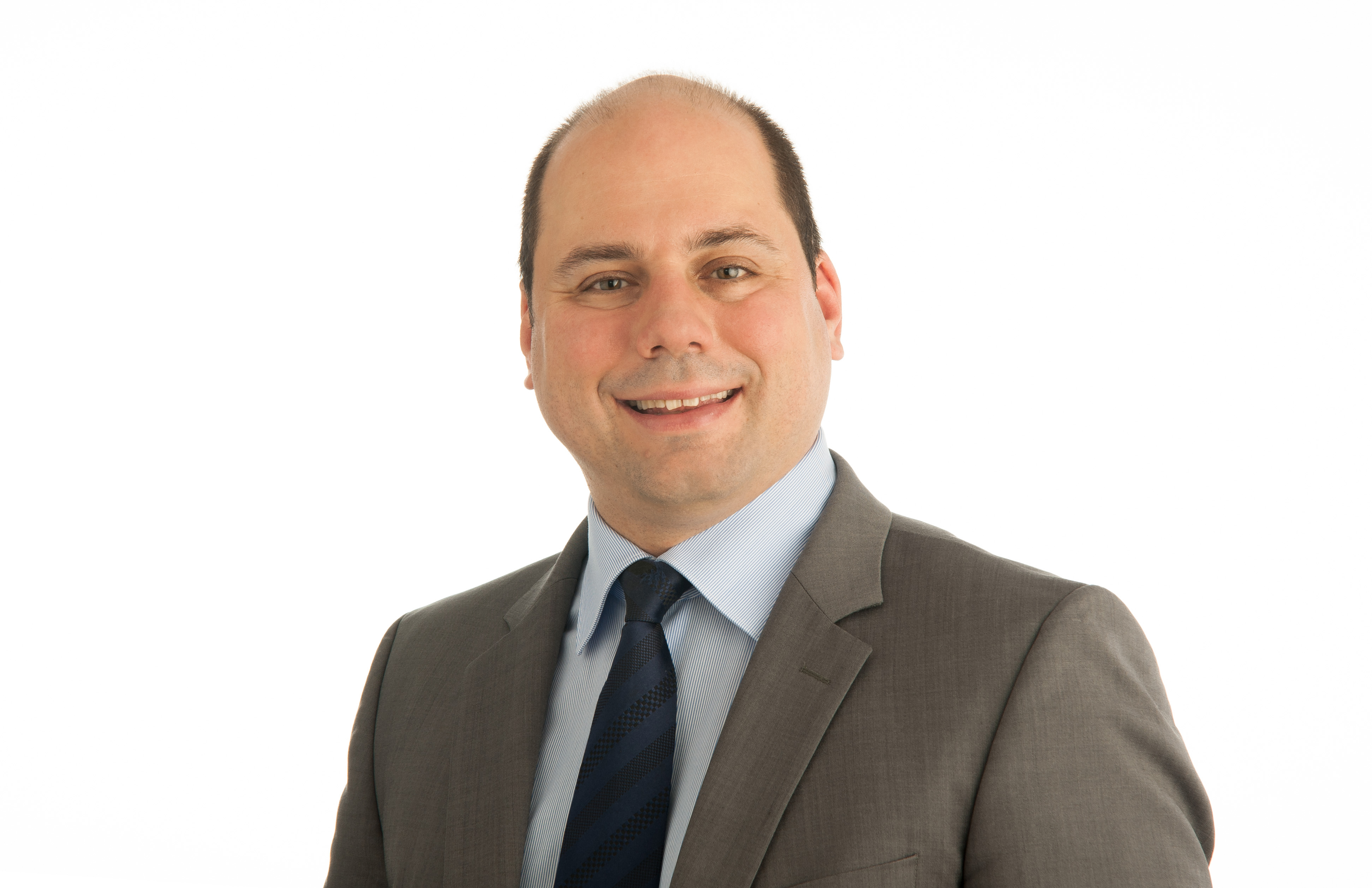
Mauro Tuena (* 1972)

- Tuengel, Georg Karl Franz (1816–1873), deutscher Mediziner, Chefarzt Krankenhaus St. Georg in Hamburg
- Tuengerthal, Hansjürgen (* 1936), deutscher Jurist, Rechtsanwalt und Fachautor
- Tuengerthal, Isabel (* 1970), deutsche Schauspielerin und Musikerin
- Tueni, Gebran (1957–2005), libanesischer Journalist und Politiker
- Tueni, Ghassan (1926–2012), libanesischer Journalist, Herausgeber, Diplomat und Politiker
- Tueni, Nayla (* 1982), libanesische Journalistin und Politikerin
- Tuenjai Deetes (* 1952), thailändische Naturschützerin

### Tuer
- Tuercke, Florian (* 1977), deutscher Klangkünstler
- Tuercke, Richard (1862–1930), deutscher Verwaltungsjurist
- Tuergong, Abuduaini (* 1997), chinesischer Diskuswerfer
- Tuerlinckx, Jean Arnold Antoine (1753–1827), Musikinstrumentenmacher
- Tuerlinckx, Joëlle (* 1958), belgische Video- und Objektkünstlerin
- Tuerlinx, Chris (1938–1973), belgischer Automobilrennfahrer
- Tuero, Esteban (* 1978), argentinischer Formel-1-Fahrer

### Tuet
- Tueting, Sarah (* 1976), US-amerikanische Eishockeytorhüterin